# Koreatry

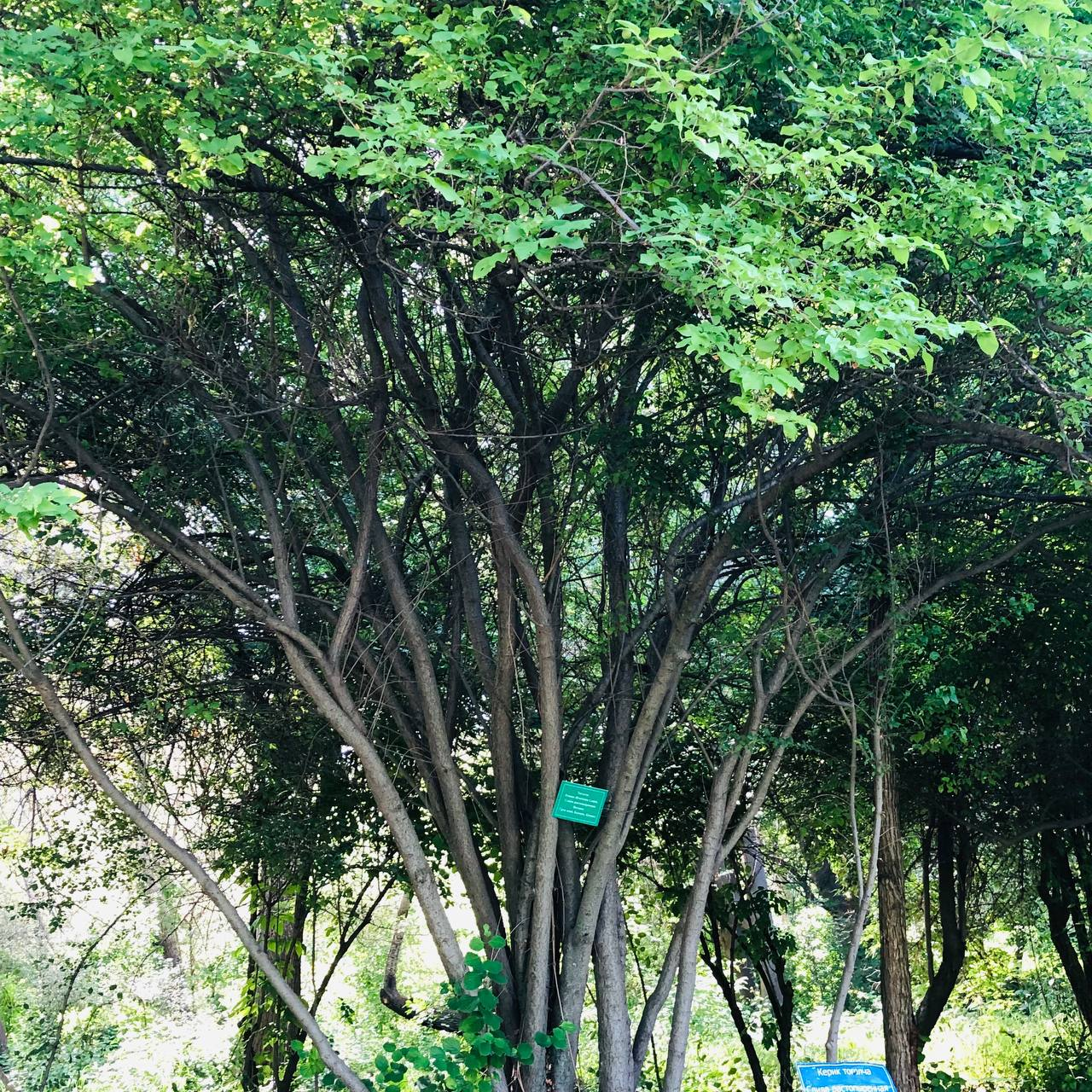
Lonicera maackii

Koreatry (Lonicera maackii) är en art i familjen kaprifolväxter från centrala Kina till Ostasien. Bären är giftiga och ger kräkningar, ansiktsrodnad, överdriven törst och vidgade pupiller.

## Synonymer
- Lonicera maackii f. podocarpa Rehder